# Shell Rock
Shell Rock ist eine Kleinstadt (mit dem Status „City“) im Butler County im US-amerikanischen Bundesstaat Iowa. Das U.S. Census Bureau hat bei der Volkszählung 2020 eine Einwohnerzahl von 1.268 ermittelt.

## Geografie
Shell Rock liegt im mittleren Nordosten Iowas am Shell Rock River, der über den West Fork Cedar River, den Cedar River und den Iowa River zum Stromgebiet des Mississippi gehört. Dieser bildet rund 140 km östlich die Grenze Iowas zu Wisconsin und Illinois. Die Grenze zu Minnesota verläuft rund 100 km nördlich von Shell Rock.
Die geografischen Koordinaten von Shell Rock sind 42°42′37″ nördlicher Breite und 92°34′59″ westlicher Länge. Die Stadt erstreckt sich über eine Fläche von 4,3 km² und ist die größte Ortschaft innerhalb der Shell Rock Township.
Nachbarorte von Shell Rock sind Plainfield (20,5 km nordnordöstlich), Waverly (10,8 km östlich), Janesville (17,7 km südöstlich), New Hartford (18,6 km südsüdwestlich), Allison (21,4 km westnordwestlich) und Clarksville (14,1 km nordwestlich).
Die nächstgelegenen größeren Städte sind Dubuque an der Schnittstelle der Staaten Iowa, Wisconsin und Illinois (180 km ostsüdöstlich), Waterloo (41 km südöstlich), Cedar Rapids (127 km südöstlich), die Quad Cities in Iowa und Illinois (255 km in der gleichen Richtung), Iowas Hauptstadt Des Moines (184 km südwestlich), die Twin Cities in Minnesota (Minneapolis und Saint Paul) (300 km nordnordwestlich), Rochester in Minnesota (178 km nördlich), La Crosse in Wisconsin (220 km nordöstlich) und Wisconsins Hauptstadt Madison (321 km östlich).

## Verkehr
Der Iowa State Highway 3 führt aus nordwestlicher Richtung kommend in das Stadtgebiet von Shell Rock hinein, beschreibt dort einen Bogen und führt in östlicher Richtung wieder aus der Stadt hinaus. Etwa 4 km östlich der Stadt kreuzt der zum Freeway ausgebaute U.S. Highway 218, der hier mit dem Iowa State Highway 27 auf einem gemeinsamen Streckenabschnitt verläuft. Alle weiteren Straßen sind untergeordnete Landstraßen, teils unbefestigte Fahrwege sowie innerörtliche Verbindungsstraßen.
Eine Eisenbahnlinie für den Frachtverkehr der Iowa Interstate Railroad (IAIS) führt in Nordwest-Südost-Richtung durch das Stadtgebiet von Shell Rock.
Durch Shell Rock verläuft entlang des Shell Rock River auf der Trasse einer ehemaligen Eisenbahnstrecke mit dem Rolling Prairie Trail ein Rail Trail für Wanderer und Radfahrer.
Mit dem Waverly Municipal Airport befindet sich 9,4 km nordöstlich ein kleiner Flugplatz. Der nächste Verkehrsflughafen ist der 33 km südsüdöstlich gelegene Waterloo Regional Airport, von wo aus durch Zubringerflüge mehrerer Fluggesellschaften Anschluss an die Großflughäfen Chicago O’Hare und Minneapolis-Saint Paul besteht.

## Bevölkerung
Nach der Volkszählung im Jahr 2010 lebten in Shell Rock 1296 Menschen in 554 Haushalten. Die Bevölkerungsdichte betrug 301,4 Einwohner pro Quadratkilometer. In den 554 Haushalten lebten statistisch je 2,26 Personen.
Ethnisch betrachtet setzte sich die Bevölkerung zusammen aus 97,5 Prozent Weißen, 0,4 Prozent amerikanischen Ureinwohnern, 0,2 Prozent Asiaten sowie 0,3 Prozent aus anderen ethnischen Gruppen; 1,6 Prozent stammten von zwei oder mehr Ethnien ab. Unabhängig von der ethnischen Zugehörigkeit waren 1,2 Prozent der Bevölkerung spanischer oder lateinamerikanischer Abstammung.
21,3 Prozent der Bevölkerung waren unter 18 Jahre alt, 59,0 Prozent waren zwischen 18 und 64 und 19,7 Prozent waren 65 Jahre oder älter. 51,0 Prozent der Bevölkerung waren weiblich.
Das mittlere jährliche Einkommen eines Haushalts lag bei 50.509 USD. Das Pro-Kopf-Einkommen betrug 24.977 USD. 7,8 Prozent der Einwohner lebten unterhalb der Armutsgrenze.